# 1975 chez Disney
L'année 1975 au sein de la société Walt Disney Productions est marquée par l'achèvement des premiers projets sans Walt Disney et un grand nombre de ressorties ou tentatives de faire revivre des succès passés. Les bénéfices grimpent toujours mais l'image d'avnt-garde du studio s'estompe.

## Résumé
Les recettes de l'entreprise continuent de grimper avec 520 millions d'USD.

### Productions audiovisuelles
L'agenda cinématographique et télévisuel est plus ambitieux que les années précédentes avec quelques-unes des productions les plus mémorables de la période 1966-1985. La production du film d'animation Les Aventures de Bernard et Bianca (1977) est toujours en cours, démontrant que le studio règne sur le monde de l'animation tandis que la concurrence est plutôt orientée vers les productions télévisuelles.
Le studio ressort plusieurs longs métrages Blanche-Neige et les Sept Nains (1937), Bambi (1942), L'Île au trésor (1950) et Les Robinsons des mers du Sud (1960). Pour L'Île au trésor, le studio préfère coupé une scène où un pirate est tué d'une balle dans la tête afin d'avoir un niveau Tous public (G) au lieu d'un niveau Accord parental souhaitable (PG) selon le code de la Motion Picture Association of America (MPA). La MPA n'existait pas dans les années 1950. Le studio ressort aussi des courts métrages dont Déboires sans boire (1947), Ça chauffe chez Pluto (1947) ou L'Arbre de Noël de Pluto (1952). L'épisode Fantasy on Skis du 4 février 1962 est écourté à 28 minutes pour être diffusé au cinéma le 20 décembre 1975 avec le film 3 Étoiles, 36 Chandelles (1972),.
Le décès prématuré de Bill Walsh début 1975 a un effet néfaste sur les productions du studio en raison de son implication, son dernier film est Objectif Lotus.. Malgré ce décès, le studio reste influencé par d'autres membres de longue date comme Robert Stevenson qui meurt en 1986.
L'émission The Wonderful World of Disney change de format en fin d'année et propose un créneau de deux heures pour diffuser l'intégralité d'un long métrage au lieu de le scinder en deux parties. Plus d'une dizaine de téléfilms sont produits dont certains étaient prévus pour les années précédentes ou pour être diffusée en salles (cas de The Pond). Une émission spéciale Welcome to the World se consacre à l'ouverture de l'attraction Space Mountain. Le moyen métrage Winnie l'ourson et le Tigre fou (1974) est diffusé dans une émission spéciale sponsorisée par Sears à l'instar de Winnie l'ourson et l'Arbre à miel.
L'émission The Mickey Mouse Club revient à l'antenne le 20 janvier 1975 dans une programmation quotidienne en syndication d'une demi-heure. L'ancienne émission des années 1950 s'était arrêtée en 1965.

### Parcs à thèmes et loisirs
Pour les fêtes du bicentenaire des États-Unis, la parade journalière et la parade nocturne à Disneyland et au Magic Kingdom sont remplacées par la parade America on Parade. Elle débute le 14 juin 1975 le jour du drapeau. L'attraction Flight to the Moon ferme aussi dans les deux parcs pour être transformée en Mission to Mars.
À Disneyland, l'attraction Great Moments with Mr. Lincoln rouvre après deux années de fermeture adossée à l'attraction The Walt Disney Story.

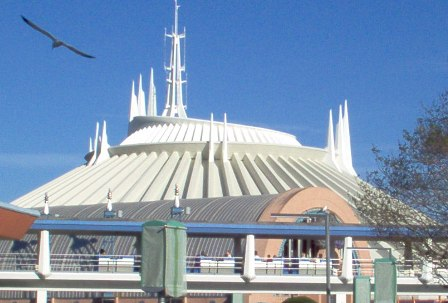
Space Mountain au Magic Kingdom.

Au Magic Kingdom, les attractions Carousel of Progress déménagée de Disneyland et Space Mountain ouvrent. Space Mountain était prévue pour Disneyland depuis 1965 mais différents problèmes logistiques ont repoussé l'ouverture. L'attraction Hall of Presidents est mise à jour avec Gerald Ford tout comme le film de l'attraction America the Beautiful.
Le projet Disney's Mineral King Ski Resort est à l'abandon mais son contenu est transféré dans d'autres projet dont celui d'Epcot qui se transforme en foire exposition internationale au lieu d'une véritable ville. Le 22 mars 1958, l'espace commercial Disney Village MarketPlace au sein du Walt Disney World Resort.

### Autres médias
Disneyland Records publie un album hors catalogue des films, intitulé Dicken's Christmas Carol Featuring the Walt Disney Players dans lequel Alan Young prête pour la première fois sa voix à Balthazar Picsou. Il ne devient la voix officielle du personnage qu'en 1983 dans Le Noël de Mickey puis la série La Bande à Picsou en 1987. Le label édite aussi des livres-disques de plusieurs classiques des petits livres d'or comme Poky Little Puppy ou Saggy Baggy Elephant.
La diffusion d'une nouvelle version de lémission The Mickey Mouse Club est accompagnée de livres comme un scrapbook ou Of Mice and Mickey.
Gold Key Comics poursuit ses publications de comics en arrêtant The Aristokittens et The New Adventures of Robin Hood  mais en lançant une gamme de livres nommée The Walt Disney Paint Book Series.
Publications Gold Key Comics
- Donald Duck
- Mickey Mouse
- Uncle Scrooge
- Walt Disney's Comics and Stories
- The Beagle Boys
- Huey, Duey, Louie Junior Woodchunks
- Chip'n Dale
- Super Goof
- Scamp
- Walt Disney Comics Digest
- Walt Disney Showcase
- Daisy and Donald

Bill Walsh  l'auteur du comics strip Mickey Mouse mais aussi scénariste de nombreux films et producteur décède. Ce décès pousse Floyd Gottfredson à prendre sa retraite après 45 années de travail au dessin sur cette série mais il est remplacé par Roman Arambula.
Disney propose à Dan O'Neill de résoudre le procès Air Pirates en dehors des tribunaux mais il refuse

### Futures filiales
En 1975, durant la production de La Guerre des étoiles (1977), George Lucas crée une structure indépendante de Lucasfilm pour les effets spéciaux baptisée Industrial Light & Magic.

## Événements

### Janvier
- 5 janvier 1975, Fermeture de l'attraction Flight to the Moon à Disneyland[7]
- 15 janvier 1975, Ouverture des attractions Space Mountain et Carousel of Progress au Magic Kingdom[8],[9]
- 20 janvier 1975, nouvelle version de lémission The Mickey Mouse Club en syndication[1].
- 27 janvier 1975, Décès de Bill Walsh, scénariste et producteur[10]

### Février
- 6 février 1975, Sortie du film L'Homme le plus fort du monde[11],[6]

### Mars
- 17 mars 1975, Décès de Bernard Garbutt, animateur[12]
- 21 mars 1975, Ouverture de l'attraction Mission to Mars à Disneyland[13],[14]
- 21 mars 1975, Sortie du film La Montagne ensorcelée[15]
- 22 mars 1975, Ouverture du Disney Village MarketPlace au Walt Disney World Resort[2].

### Juin
- 6 juin 1975, Première de la parade America on Parade au Magic Kingdom de Walt Disney World Resort[16]
- 7 juin 1975, Ouverture de l'attraction Mission to Mars au Magic Kingdom remplaçant Flight to the Moon[14]
- 14 juin 1975, Début de la parade America on Parade à Disneyland et au Magic Kingdom pour le bicentenaire des États-Unis[2].

### Juillet
- 1er juillet 1975, Ouverture de l'attraction WEDWay PeopleMover au Magic Kingdom[17]
- 4 juillet 1975, Sortie du film Le Gang des chaussons aux pommes aux États-Unis[18],[19]
- 9 juillet 1975, Sortie du film Objectif Lotus aux États-Unis[20],[21]
- 14 juillet 1975, Annonce de la construction du parc Epcot.
- 15 juillet 1975, Début de la construction de Space Mountain à Disneyland

### Octobre
- 8 octobre 1975, Sortie du film Merveilles de la nature aux États-Unis[22],[23] et IMDb[24]

### Novembre
- 2 novembre 1975, Sortie du film Mais où est donc passé mon poney ? en Australie[25]
- 21 novembre 1975, Sortie du film Le Justicier aux deux visages (1963) aux États-Unis[26],[27],[28]

### Décembre
- 25 décembre 1975, Sortie du film Mais où est donc passé mon poney ? aux États-Unis[29],[25]